# Шэн (амплуа)
Шэн (кит. 生, пиньинь shēng) — главное мужское амплуа в китайской опере, чаще всего представляет достойных и порядочных персонажей. В современном театре включает также роли, которые ранее были характерны для утратившего самостоятельность амплуа мо.

## Особенности амплуа
В отличие от цветастого грима амплуа чоу и хуалянь, для большинства ролей шэн (также как и для большинства ролей дань) используется простой грим: краска наносится в основном на брови и область вокруг глаз, чтобы подчеркнуть очарование и элегантность персонажей. Яркость грима отражает характер персонажа: насыщенный красный цвет может свидетельствовать о крепком телосложении героя и его молодости, у старых и болезненных героев цвет будет светлее.
Среди актёров амплуа хуалянь следует отметить таких мастеров, как Чэн Чангэн (кит. 程长庚), Тань Синьпэй (кит. 谭鑫培), Ян Сяолоу (кит. 杨小楼), Гай Цзяотянь (кит. 盖叫天), Ли Ваньчунь (кит. 李萬春), Ли Шаочунь (кит. 李少春), Е Шэнлань (кит. 叶盛兰) и других.

## Разновидности
Шэн подразделяется на три основных типа амплуа:
- Старший шэн (кит. 老生, пиньинь lǎoshēng, палл. лаошэн) — это мужчина средних лет или в возрасте, его речь величественна и естественна[1]. Почти всегда лаошэн носит искусственную бороду, цвет которой определяет его возраст: наиболее молодые — с чёрной бородой, постарше — с серой, старики — с белой. Это амплуа используется для ролей уважаемых высокопоставленных персонажей, включая императоров, пожилых учёных и чиновников. В момент зарождения пекинской оперы лаошэн был наиболее распространённым и востребованным амплуа[5].

- Шэн-воин (кит. 武生, пиньинь wǔshēng, палл. ушэн) — это молодой человек, хорошо владеющий оружием и боевыми искусствами. Для ролей ушэн актёру необходима серьёзна акробатическая подготовка[1]. Чаще всего это амплуа используется для ролей генералов и храбрых воинов, а также благородных мятежников[5].

- Младший шэн (кит. 小生, пиньинь xiǎoshēng, палл. сяошэн) — это хорошо воспитанный перспективный юноша с тонкими чертами лица. Не носит ни военного обмундирования, ни бороды. В подавляющем большинстве случаев сяошэн — это персонаж второго плана[1]. Это амплуа используется для ролей молодых людей, изучающих науки. Чтобы подчеркнуть молодость персонажа, исполнители ролей сяошэн сочетают пение фальцетом с речью более низким голосом, чтобы имитировать ломающийся голос[5].

Отдельным типом амплуа шэн является шэн-ребёнок (кит. 娃娃生, пиньинь wáwashēng, палл. вавашэн). Роли этого амплуа играются только молодыми мальчиками, именно возраст играет здесь ключевую роль, поэтому актёры не могут специализироваться на вавашэн. Также для ролей вавашэн не используются особые техники пения — юные актёры поют собственными голосами.